# 롤러스케이팅
롤러스케이팅(roller skating)은 신발 바닥에 작은 바퀴를 단 롤러스케이트라는 구두를 신고 마룻바닥 또는 정해진 장소를 활주하는 레크리에이션이자 스포츠이다. 롤러스케이팅은 1760년대 벨기에의 J. 멀린이 창안하고, 1863년 미국인 J. 플림프톤이 바퀴가 4개 달린 롤러스케이트를 고안하였다.
스케이팅과 같이 얼음을 필요로 하지 않으므로 순식간에 유럽 전지역으로 보급되었다. 1924년 아마추어 롤러스케이트계의 총할 단체로서 국제 롤러스케이팅연맹 (International Roller skating fedoration)이 창설되었으며, 대한민국에도 롤러브레이드, 스노보드 등과 더불어 학생들 사이에 널리 유행되고 있다.

## 롤러스케이팅의 경기 시설과 용구

### 용구
스피드용은 앞 뒤 롤러의 간격을 넓게 하며, 피겨용은 회전하기 쉽도록 롤러의 간격을 짧게 하는데, 하키용도 피겨용과 비슷하다. 롤러는 목제 외에 플라스틱제·금속제·경(硬)고무제가 있다.

### 경기장
- 스피드 경기：링크 1바퀴가 100-160m, 너비가 4m이다.
- 피겨 경기：링크 안에 4,5,6m의 각기 다른 원을 접점(接點)이 하나가 되게 하며, 각 원의 중심이 일직선상에 오도록 연결시켜 3개의 원을 그린다. 이와는 별도로 반지름 2.40cm인 3개의 연속된 루프 도형을 그린다.
- 하키 경기：둘레 20×40m, 높이 10cm 이상의 널빤지·금속판 방어벽으로 에워싸고 앞너비 125cm, 높이 92cm, 안 깊이(밖으로부터 안까지의 거리) 92cm의 골대 2개를 세운다. 바닥재로는 콘크리트·인공대리석·널빤지 등이 쓰이며, 실내 링크의 경우 견고한 콘크리트 기초 위에 단단한 나무판자를 깐다.

## 롤러스케이팅의 경기 방법 및 규칙
- 스피드 경기：스케이팅의 경기 방법하고 비슷하다.
- 피겨 경기：스쿨피겨와 프리스케이팅의 두 경기를 실시하여 종합 득점으로 승부를 가리는데, 스케이팅의 경기 방법과 비슷하다.
- 하키 경기：5명씩 2개의 팀으로 나누어서 스틱으로 공을 상대방 골에 넣는 경기. 스틱은 필드 하키용과 같은 것이며, 야구 공 정도 크기의 것을 사용한다. 시간은 15분씩 2회, 중간에 5분간의 휴식이 주어진다.